# Спортивное ориентирование в филателии
Тема спортивного ориентирования в филателии находит своё отражение на знаках почтовой оплаты, штемпелях и других филателистических материалах, посвящённых спортивному ориентированию, соревнованиям и спортсменам, занимающимся спортивным ориентированием. Может рассматриваться в качестве одной из областей тематического коллекционирования — подразделов спортивной филателии или картофилии.

## История и описание
Впервые почтовые марки на тему спортивного ориентирования появились в 1968 году в Швеции в связи с проведением там II чемпионата мира. Они продавались в тематически оформленных марочных буклетах. В дальнейшем выход филателистических материалов о спортивном ориентировании, как правило, был также приурочен к чемпионатам мира.
Кроме того, выпускались почтовые марки по случаю чемпионата Европы 2008 года и юниорского чемпионата мира 2003 года. На эстафете Юкола 2009 можно было приобрести памятные марки и конверты, посвященные этому соревнованию. В 2010 году на филателистической выставке LAPOEX 2010 в Финляндии была организована продажа марок с изображением финской ориентировщицы Минны Кауппи. Вырученные при этом средства пошли в фонд спасения озера Весиярви.
Издаются также конверты первого дня, картмаксимумы, аэрограммы; производятся спецгашения. В Советском Союзе выходили художественные маркированные конверты, посвящённые этому виду спорта (см. пример на иллюстрации выше) и отдельным соревнованиям.

## Сводные данные
Ниже приведена сводная таблица, в которой перечислены ряд выпускавшихся по теме спортивного ориентирования почтовых марок, а также некоторые другие филателистические материалы. Таблица будет дополняться по мере обнаружения новых соответствующих материалов.
| Страна            | Дата       | Каталожный номер     | Тираж     | Чему посвящён выпуск                                                                      | Примечания                                                      | Изображение       |
| ----------------- | ---------- | -------------------- | --------- | ----------------------------------------------------------------------------------------- | --------------------------------------------------------------- | ----------------- |
| Швеция            | 05.09.1968 | (Mi #616; Sc #793)   | 5 044 000 | II чемпионат мира 1968 года                                                               |                                                                 | изображение марки |
| Швеция            | 05.09.1968 | (Mi #617; Sc #794)   | 2 139 000 | II чемпионат мира 1968 года                                                               |                                                                 | изображение марки |
| ГДР               | 15.09.1970 | (Mi #1605; Sc #1232) | 8 000 000 | III чемпионат мира 1970 года                                                              |                                                                 |                   |
| ГДР               | 15.09.1970 | (Mi #1606; Sc #1233) | 1 700 000 | III чемпионат мира 1970 года                                                              |                                                                 |                   |
| Дания             | 22.08.1974 | (Mi #573; Sc #558)   | 5 125 000 | V чемпионат мира 1974 года                                                                | Дизайнер: Claus Achton Friis Гравёр: Чеслав Сланя               | изображение марки |
| Дания             | 22.08.1974 | (Mi #574; Sc #559)   | 5 500 000 | V чемпионат мира 1974 года                                                                | Дизайнер: Claus Achton Friis Гравёр: Чеслав Сланя               | изображение марки |
| Болгария          | 14.02.1977 | (Mi #2567; Sc #2395) | 150 000   | II чемпионат мира на лыжах 1977 года                                                      |                                                                 |                   |
| Финляндия         | 07.02.1979 | (Mi #837; Sc #650)   | 4 000 000 | VIII чемпионат мира 1979 года                                                             |                                                                 |                   |
| Аландские острова | 02.01.1986 | (Mi #15; Sc #24)     | 1 000 000 | чемпионат северных страх (NOC) 1986                                                       |                                                                 | изображение марки |
| Финляндия         | 16.05.2001 | (Mi #1574; Sc #1155) | 1 000 000 | XIX чемпионат мира 2001 года.                                                             | Дизайнер: Ken Nikander. Он же автор дизайна КПД со спецгашением | изображение марки |
| Швейцария         | 06.03.2003 | (Mi #1827; Sc #1140) | ?         | XX чемпионат мира 2003 года                                                               | Дизайнер: Thomas Dätwyler. Он же автор логотипа                 | изображение марки |
| Эстония           | 27.06.2003 | (Mi #465; Sc #460)   | 150 000   | XIV чемпионат мира среди юниоров 2003                                                     | Дизайнер: Vello Lillemets                                       | изображение марки |
| Латвия            | 23.03.2008 | (Mi #734)            | 200 000   | VII чемпионат Европы 2008 года                                                            |                                                                 |                   |
| Финляндия         | 13.06.2009 | ?                    |           | марка в честь соревнований Юкола                                                          |                                                                 | изображение марки |
| Финляндия         | 26.03.2010 | ?                    |           | марка с изображением Минны Кауппи, выпущенная в рамках программы по защите озера Весиярви |                                                                 | изображение марки |
| Швеция            | 24.07.2010 | ?                    |           | Почтовый штемпель первого дня гашения на 46-й многодневке О-Ринген (Эребру)               |                                                                 |                   |